# Distrito de San Francisco de Daguas
El distrito de San Francisco de Daguas es uno de los veintiún distritos de la Provincia de Chachapoyas, ubicada en el Departamento de Amazonas, en el norte del Perú. Limita por el norte con el distrito de Sonche; por el este con el distrito de Molinopampa; por el sur con el distrito de Soloco y; por el oeste con el distrito de Chachapoyas.

## Historia
El distrito fue creado el 14 de mayo de 1952 mediante Ley N.º 11839, en el gobierno del Presidente Manuel A. Odría.

## Geografía
Abarca una superficie de 47,41 km² y tiene una población estimada mayor a 300 habitantes. Su capital es el centro poblado de Daguas.

## Autoridades

### Municipales
- 2023 - 2026[2]
  - Alcalde: Oscar Hernan Pinedo Portocarrero, de Movimiento Regional Victoria Amazonense.